# Полідор (ресторан)
48°50′59″ пн. ш. 2°20′24″ сх. д. / 48.84972222° пн. ш. 2.34° сх. д.
Полідор (Crémerie-Restaurant Polidor) — історичний ресторан у 6 окрузі Парижа. Заклад-попередник було відкрито у 1845 році, а нинішню назву він має від початку 20 століття. Інтер'єр ресторану лишається незмінним більш ніж 100 років, а рецепти лишаються — з кінця 19 століття. Полідор розташований на вулиці Монсьо-ле-Пранс, 41 в районі Одеон, поруч із Люксембурзьким садом. Назва походить від вершкових десертів, які тут подавали в минулі десятиліття. Більшість відвідувачів сиділа за довгими спільними столами та користувалася спільними сільничками та гірчичницями. Інтер'єр вбиральні закладу, який також лишається незмінним, називають легендарним.
Окрім інтер'єру та кухні, Полідор відомий своїми видатними відвідувачами. Ресторан називають улюбленим закладом Андре Жіда, а серед відвідувачів називають Джеймса Джойса, Ернеста Гемінґуея, Антонена Арто, Поля Валері, Бориса Віана, Хуліо Кортасара, Джека Керуака та Генрі Міллера. Також відомо що ресторан був місцем зустрічі Коледжу патафізики, та його директорів, французьких письменників Люка Етьєна та Ремона Кено.
Полідор лишається популярним рестораном на лівому березі, особливо серед студентів розташованого поруч Паризького університету (Сорбонна) та Колеж де Франс.
У 2011 році ресторан став місцем зйомки фільму Опівночі в Парижі режисера Вуді Аллена. У 2017 році він став знімальним майданчиком кліпу на пісню «Десенкуентро», пуерто-риканського співака Ресіденте. У кліпі знімалися Шарлотта Ле Бон та Едгар Рамірес.
У романі Лі Чайлда «Ворог» протагоніст Джек Річер обідає з братом Джо та матір'ю-француженкою Жозефіною в Полідорі.
Полідор — відомий старий ресторан. Він справляє враження, що тут обідали різні люди. Гурмани, шпигуни, художники, втікачі, поліція, грабіжники.— Лі Чайлд